# Melanthia signata
Melanthia signata är en fjärilsart som beskrevs av Barend J. Lempke 1950. Melanthia signata ingår i släktet Melanthia och familjen mätare. Inga underarter finns listade i Catalogue of Life.